# 후시미노미야 요시히토 친왕
후시미노미야 요시히토 친왕(일본어: 伏見宮栄仁親王 ふしみのみや よしひとしんのう[*], 간노 2년 (1351년) - 오에이 23년 11월 20일 (1416년 12월 9일))은 난보쿠초 시대의 황족이다. 북조 제 3대 스코 천황의 아들이다. 나카히토(なかひと)라고도 읽기도 한다. 세습친왕가의 후시미노미야 초대 당주이다. 후시미도노ㆍ아리스미야가와도노 라고도 칭해졌다.

## 약력
쇼헤이 23년 (1368년) 정월, 친왕 선하를 받아 요시히토(栄仁)로 이름 지었다. 덴주 원년 (1375년) 11월에 원복하여 2품에 올랐다.
할아버지 고곤 법황은 하나조노 천황의 황자인 나오히토 친왕 (친부는 하나조노 천황이 아니라 고곤 천황이었다)을 스코 천황의 황태자로 세워 그 후손에게 황위를 계승시키고, 요시히토 친왕을 비롯한 스코 천황의 황자는 모두 출가시킬 생각이었다. 이로 인해, 요시히토의 황위 계승 가능성이 부각된 것은 아이러니하게도 쇼헤이 일통에서 스코 천황과 나오히토 황태자가 폐위되고, 실의에 빠진 나오히토가 출가한 뒤의 이야기로, 당초에는 스코 천황의 동생인 이야히토 (후의 고코곤 천황)와 함께 묘호인에 들어갈 예정이었다 (『고코곤 천황 일기(後光厳天皇日記)』 오안 3년 11월 3일 조).
스코 상황은 지묘인통 적류로 첫째 아들인 요시히토의 즉위를 염원하고 있었다. 그러나, 황통이 남북조, 또 북조 자체가 스코 상황ㆍ요시히토의 계통과 스코 천황의 동생인 고코곤 천황의 계통으로 분립하는 등, 정세는 요시히토의 등극이 이뤄지는 데는 어려움이 있었다. 오에이 5년 (1398년) 정월, 스코 상황이 붕어하고, 최대의 뒷받침을 잃은 요시히토 친왕은 그 해 5월에 출가했다. 법명은 츠우치 (通智)이다. 그 해 8월 라쿠호쿠하기하라도노(洛北萩原殿)로 옮겼다.
스코 상황은 고곤 법황으로부터 나오히토 친왕에게 1기분으로 양도받은 무로마치원령 이외의 지묘인통 주요 소령(쵸코도령, 법금강원령, 아츠타샤령 등)을 계승하고, 요시히토 친왕도 그것을 상속받았지만, 고코마츠 천황 (고코곤 천황의 손자)은 이를 인정하지 않고, 모두 몰수해 버렸다. 고코마츠 천황의 후견직이었던 아시카가 요시미츠는 이를 지지하면서도 수습책을 모색하여, 때마침 5월에 사망한 나오히토 친왕에게 부여되었던 무로마치원령을 요시히토 친왕에게 부여하고, 고코마츠 천황도 하리마국의 국아령만은 반환함으로써 분쟁을 수습하게 하였다.
오에이 6년 (1399년) 12월, 후시미도노로 옮기지만, 오에이 8년 (1401년), 후시미도노가 화재로 불에 타, 사가홍은원으로 옮겼다.
오에이 10년 (1403년)에는 오와리 슈고로 무로마치 막부의 실력자였던 시바 요시시게로부터 헌상된 아리스가와미야 산장 (아리스가와노미야도노)으로 옮겨 아리스가와도노라 칭했다. 편력할 수 밖에 없었던 친왕이지만, 오에이 16년 (1409년) 6월에 황실 누대료인 후시미로 돌아와, 후시미도노라 칭하게 되었다. 친왕의 후시미 고료는 이후 후손들이 잇따라 계승하게 되었고, 이것이 후시미노미야의 기원이 되었다. 오에이 23년 (1416년) 11월 20일에 66세의 나이로 사망했다. 법호믄 다이츠인(大通院)이다.
또한, 요시히토 친왕은 비파, 쇼, 와카 등 여러 예능에 능통하여, 후시미노미야가가 낙도를 가업으로 하는 기원을 만들었다.

## 가족 관계
북조 제 3대 스코 천황의 1황자이다. 어머니는 미나모토노 시시, 미야슨도코로는 산죠 사네하루의 딸 후지와라노 하루코 (니시노카타(西御方))이다..
- 친왕비 : 산죠 하루코 (니시노카타 (西御方))
  - 아들 : 하루히토 왕 - 2대 후시미노미야
  - 아들 : 사다후사 친왕 - 3대 후시미노미야
- 뇨보 : 호쥬안 (宝珠庵, 산죠 사네토시 (대신가)의 딸)
  - 아들 : 노우킨 왕 - 用建周乾
  - 딸 : 이름 미상
- 뇨보 : 아즈마노오카타 (東御方, 산죠 사네츠쿠 (대신가)의 딸)
  - 아들 : 메구미 왕 (恵舜王)
  - 아들 : 이름 미상
  - 아들 : 이름 미상
- 뇨보 : 로우노카타 (廊御方, 히노니시 스케쿠니(명가)의 딸)
  - 아들 : 시이노지 주지 (椎野寺主)
- 생모 미상
  - 아들 : 혼긴 왕 (洪蔭王) - 마츠미네 혼긴